# نینا ژیوانوسکیا
نینا ژیوانوسکیا (به انگلیسی: Nina Zhivanevskaya) (زادهٔ ۲۴ ژوئن ۱۹۷۷) شناگر اهل روسیه است.